# Principessa (singolo)
Principessa è un singolo di Marco Masini, scritto con Giancarlo Bigazzi, secondo estratto dall'album Il cielo della vergine.
Il brano tratta il tema di una ragazza che, abusata dal padre, sogna come in una favola di essere portata via da quel mondo di miseria.
Masini (come afferma nel suo libro Per rabbia e per amore dello stesso anno) ha tratto spunto da una lettera ricevuta da una sua fan che raccontava le violenze subite. Come in tante altre sue canzoni, il cantautore toscano ha voluto rappresentare la realtà, seppur cruda, ma sempre con un finale positivo ed aperto alla speranza.

## Videoclip
Il videoclip del brano, diretto da Stefano Salvati, è un omaggio al film La strada di Federico Fellini. . 

### Riprese
Le scene finali sono girate sul ponte di Vizzano, dalla struttura particolare, sito a Sasso Marconi (BO). Altra location è Santhià (VC).

## Tracce
1. Principessa (Radio Edit) - (4:24)
2. Principessa - (5:34)
3. Cuccioli - (4:34)